# 深水光蟾魚
深水光蟾魚（学名：Porichthys bathoiketes），為輻鰭魚綱蟾魚目蟾魚科的其中一種，分布於中西大西洋區，從宏都拉斯至圭亞那海域，棲息深度179-320公尺，體長可達15.7公分，為底棲性魚類。

## 外部連結
深水光蟾魚的圖片